# VIII Premis Goya
La VIIIa edició dels Premis Goya (oficialment en castellà: Premios Anuales de la Academia "Goya") va tenir lloc al Palau de Congressos de la ciutat de Madrid (Espanya) el 21 de gener de 1994 i fa referència a aquelles produccions realitzades el 1993.
La presentació de la gala va anar a càrrec de l'actriu Rosa Maria Sardà.
La gran guanyadora de la nit fou Todos a la cárcel del veterà Luis García Berlanga, que aconseguí 3 premis de les 5 candidatures, entre elles millor pel·lícula i millor director. La pel·lícula amb més nominacions fou Kika, de Pedro Almodóvar, que aconseguí guanyar un únic premi (millor actriu protagonista per Verónica Forqué) però que no fou nominada als guardons més importants; seguida de Tirano Banderas de José Luis García Sánchez, amb 7 nominacions, que aconseguí 6 guardons tècnics; i Madregilda de Francisco Regueiro, que aconseguí un únic premi (millor actor protagonista per Juan Echanove). La gran perdedora de la nit fou Intruso de Vicente Aranda, que no aconseguí cap de les 5 nominacions que tenia.

## Nominats i guanyadors
| Millor pel·lícula | Millor director |
| --- | --- |
| - Todos a la cárcel - Intruso - Sombras en una batalla | - Luis García Berlanga per Todos a la cárcel - Vicente Aranda per Intruso - Juanma Bajo Ulloa per La madre muerta                                                   |
| Millor actor | Millor actriu |
| - Juan Echanove per Madregilda - Imanol Arias per Intruso - Javier Bardem per Huevos de oro | - Verónica Forqué per Kika - Carmen Maura per Sombras en una batalla - Emma Suárez per La ardilla roja                                                              |
| Millor actor secundari | Millor actriu secundària |
| - Tito Valverde per Sombras en una batalla - Juan Echanove per Mi hermano del alma - Javier Gurruchaga per Tirano Banderas                                                                              | - Rosa Maria Sardà per ¿Por qué lo llaman amor cuando quieren decir sexo? - María Barranco per La ardilla roja - Rossy de Palma per Kika                            |
| Millor guió original | Millor guió adaptat |
| - Mario Camus per Sombras en una batalla - Ángel Fernández Santos i Francisco Regueiro per Madregilda - Luis García Berlanga i Jorge Berlanga per Todos a la cárcel                                     | - José Luis García Sánchez i Rafael Azcona per Tirano Banderas - Guillem-Jordi Graells i Gonzalo Herralde per La febre d'or - Vicente Aranda per El amante bilingüe |
| Millor director novell | Millor direcció de producció |
| - Mariano Barroso per Mi hermano del alma - José Ángel Bohollo per Ciénaga - Arantxa Lazkano per Los años oscuros                                                                                       | - José Luis García Arrojo per Tirano Banderas - Esther García per Kika - Ricardo García Arrojo per Todos a la cárcel                                                |
| Millor pel·lícula hispanoamericana | Millor pel·lícula europea |
| - Gatica, el mono de Leonardo Favio ( Argentina) - Golpes a mi puerta de Alejandro Saderman ( Veneçuela) - Johnny 100 pesos de Gustavo Graef-Marino ( Xile)                                             | - Tres colors: Blau de Krzysztof Kieślowski ( França) - Joc de llàgrimes de Neil Jordan ( Regne Unit) - Els amics de Peter de Kenneth Branagh ( Regne Unit)         |
| Millor fotografia | Millor muntatge |
| - José Luis Alcaine per El pájaro de la felicidad - Javier Aguirresarobe per La madre muerta - José Luis López Linares per Madregilda                                                                   | - Pablo González del Amo per Tirano Banderas - Teresa Font per Intruso - Pablo Blanco Somoza per La madre muerta                                                    |
| Millor direcció artística | Millor vestuari |
| - Félix Murcia per Tirano Banderas - Alain Bainée i Javier Fernández per Kika - Luis Vallés per Madregilda                                                                                              | - Andrea D'Odorico per Tirano Banderas - José María de Cossío per Kika - Gumersindo Andrés per Madregilda                                                           |
| Millor so | Millor música |
| - Gilles Ortion, Daniel Goldstein, Manuel Cora, Alberto Herena i Enrique Quintana per Todos a la cárcel - Carlos Faruolo per El pájaro de la felicidad - Jean-Paul Mugel i Graham V. Hartstone per Kika | - Alberto Iglesias per La ardilla roja - Manolo Tena per ¿Por qué lo llaman amor cuando quieren decir sexo? - José Nieto per Intruso                                |
| Millor maquillatge | Millors efectes especials |
| - Solange Aumaitre i Magdalena Álvarez per Tirano Banderas - Gregorio Ros i Jesús Moncusí per Kika - Odile Fourquin i María del Mar Paradela per Madregilda                                             | - Hipólito Cantero per La madre muerta - Olivier Gleyze, Yves Domenjoud i Jean-Baptiste Bonetto per Demasiado corazón - Reyes Abades per Madregilda                 |
| Millor curtmetratge de ficció | Millor curtmetratge documental |
| - Perturbado de Santiago Segura - Ivorsi de Josep M. Canyameras - Maldita suerte de Josep Maria Borrell Balsells - Quien mal anda mal acaba de Carles Sans                                              | - El largo viaje de Rústico de Rolando Díaz - Cita con Alberto de Josu Bilbao - Verano en la universidad de Nacho Faerna - Walter Peralta de Jordi Mollà            |
| Goya d'honor | |
| - Tony Leblanc (actor) | |